# Diocesi di Geraldton
La diocesi di Geraldton (in latino Dioecesis Geraldtonensis) è una sede della Chiesa cattolica in Australia suffraganea dell'arcidiocesi di Perth. Nel 2023 contava 28.040 battezzati su 128.180 abitanti. È retta dal vescovo Michael Henry Morrissey.

## Territorio
La diocesi comprende la parte centrale dello stato australiano dell'Australia Occidentale.
Sede vescovile è la città di Geraldton, dove si trova la cattedrale di San Francesco Saverio.
Il territorio è suddiviso in 16 parrocchie.

## Storia
La diocesi è stata eretta il 30 gennaio 1898 con il breve Cum ex apostolico di papa Leone XIII, ricavandone il territorio dall'arcidiocesi di Perth.

## Cronotassi dei vescovi
Si omettono i periodi di sede vacante non superiori ai 2 anni o non storicamente accertati.
- William Bernard Kelly † (21 marzo 1898 - 26 dicembre 1921 deceduto)
- Richard Ryan, C.M. † (30 gennaio 1923 - 10 marzo 1926 nominato vescovo di Sale)
  - Sede vacante (1926-1930)
- James Patrick O'Collins † (11 febbraio 1930 - 23 dicembre 1941 nominato vescovo di Ballarat)
- Alfred Joseph Gummer † (24 febbraio 1942 - 5 aprile 1962 deceduto)
- Francis Xavier Thomas † (18 giugno 1962 - 31 luglio 1981 ritirato)
- William Joseph Foley † (13 luglio 1981 - 26 ottobre 1983 nominato arcivescovo di Perth)
- Barry James Hickey (22 marzo 1984 - 23 luglio 1991 nominato arcivescovo di Perth)
- Justin Joseph Bianchini (25 marzo 1992 - 15 maggio 2017 ritirato)
- Michael Henry Morrissey, dal 15 maggio 2017

## Statistiche
La diocesi nel 2023 su una popolazione di 128.180 persone contava 28.040 battezzati, corrispondenti al 21,9% del totale.
| anno | popolazione | popolazione | popolazione | presbiteri | presbiteri | presbiteri | presbiteri                | diaconi | religiosi | religiosi | parrocchie |
| anno | battezzati  | totale      | %           | numero     | secolari   | regolari   | battezzati per presbitero | diaconi | uomini    | donne     | parrocchie |
| ---- | ----------- | ----------- | ----------- | ---------- | ---------- | ---------- | ------------------------- | ------- | --------- | --------- | ---------- |
| 1950 | 8.000       | 25.000      | 32,0        | 17         | 15         | 2          | 470                       |         | 18        | 126       | 14         |
| 1966 | 11.683      | 46.000      | 25,4        | 17         | 16         | 1          | 687                       |         | 24        | 120       | 14         |
| 1970 | 11.800      | 52.000      | 22,7        | 22         | 20         | 2          | 536                       |         | 30        | 108       | 15         |
| 1980 | 20.376      | 78.900      | 25,8        | 22         | 21         | 1          | 926                       |         | 17        | 67        | 18         |
| 1990 | 26.600      | 116.900     | 22,8        | 27         | 15         | 12         | 985                       |         | 23        | 53        | 20         |
| 1999 | 26.638      | 115.144     | 23,1        | 27         | 12         | 15         | 986                       |         | 27        | 49        | 15         |
| 2000 | 26.638      | 115.144     | 23,1        | 26         | 12         | 14         | 1.024                     |         | 24        | 43        | 15         |
| 2001 | 26.638      | 115.144     | 23,1        | 24         | 12         | 12         | 1.109                     | 2       | 22        | 43        | 12         |
| 2002 | 26.638      | 115.144     | 23,1        | 25         | 13         | 12         | 1.065                     |         | 22        | 42        | 12         |
| 2003 | 26.638      | 115.144     | 23,1        | 20         | 11         | 9          | 1.331                     |         | 19        | 41        | 12         |
| 2004 | 27.135      | 114.662     | 23,7        | 19         | 10         | 9          | 1.428                     |         | 20        | 40        | 12         |
| 2006 | 27.135      | 114.662     | 23,7        | 19         | 11         | 8          | 1.428                     |         | 19        | 36        | 12         |
| 2013 | 29.317      | 126.536     | 23,2        | 17         | 11         | 6          | 1.724                     |         | 10        | 26        | 16         |
| 2016 | 29.768      | 132.813     | 22,4        | 20         | 12         | 8          | 1.488                     |         | 11        | 18        | 16         |
| 2019 | 28.000      | 128.120     | 21,9        | 17         | 11         | 6          | 1.647                     |         | 6         | 17        | 16         |
| 2021 | 27.596      | 126.105     | 21,9        | 17         | 14         | 3          | 1.623                     |         | 3         | 11        | 16         |
| 2023 | 28.040      | 128.180     | 21,9        | 16         | 14         | 2          | 1.752                     |         | 2         | 10        | 16         |